# Luis Morrone
Luis Morrone (São Paulo, 1º de janeiro de 1906 — São Paulo, 14 de novembro de 1998) foi um dos mais prolíficos escultores brasileiros. Criou centenas de estátuas, bustos e hermas, sendo também de sua autoria o brasão de armas do estado de São Paulo. Seu grande mestre foi o escultor Ettore Ximenes.
Seu filho, Laerte Morrone, foi um importante ator de teatro e televisão.

## Lista de obras
| imagem | Título                                            | Data                  | Material             | Tema | Categoria no Commons                                             | Referência                                            |
| ------ | ------------------------------------------------- | --------------------- | -------------------- | --- | ---------------------------------------------------------------- | ----------------------------------------------------- |
|        | Antonieta Rudge                                   | 1977                  | granito bronze       | Antonieta Rudge                                                                                                | Antonietta Rudge by Luis Morrone (bronze, 1977)                  | antonieta_rudge                                       |
|        | Cristóvão Colombo                                 | 1992                  | bronze               | Cristóvão Colombo                                                                                              | Christopher Columbus by Luis Morrone (bronze, 1992)              | cristoforo_colombo                                    |
|        | José Pedro Leite Cordeiro                         | 1986                  | bronze granito       | | José Pedro Leite Cordeiro by Luis Morrone (bronze, 1986)         | jose_pedro_leite_cordeiro                             |
|        | Monumento a José Vicente Faria Lima               | 1972                  | bronze               | | Monument to José Vicente Faria Lima                              | faria_lima                                            |
|        | Monumento Brigadeiro Rafael Tobias de Aguiar      | 1965                  | bronze granito       | | Monumento Brigadeiro Rafael Tobias de Aguiar                     | brigadeiro_tobias_de_aguiar                           |
|        | Pedro Álvares Cabral                              | 10 de junho de 1988   | bronze mármore       | Pedro Álvares Cabral brasão de armas de Portugal                                                               | Monumento Pedro Álvares Cabral (Parque do Ibirapuera)            | monumento_em_homenagem_a_pedro_alvares_cabral         |
|        | Monumento à Aldeia de Nossa Senhora dos Pinheiros | 1971                  | granito              | Bandeirantes Companhia de Jesus povos indígenas no Brasil                                                      | Monumento à Aldeia de Nossa Senhora Dos Pinheiros                | monumento_aldeia_de_nsra_de_pinheiros                 |
|        | Monumento 14-Bis                                  | 1974                  | alumínio             | 14-bis | Monumento 14-Bis, São Paulo                                      | replica_14_bis                                        |
|        | José Augusto César Salgado                        | 1981                  | granito bronze       | | José Augusto César Salgado by Luís Morrone                       | jose_augusto_cesar_salgado                            |
|        | Brigadeiro José Vieira Couto de Magalhães         | 1963                  | bronze granito       | | Brigadeiro José Vieira Couto de Magalhães                        |                                                       |
|        | Fundadores de São Paulo                           | 25 de janeiro de 1963 | bronze granito       | Manuel da Nóbrega José de Anchieta menino Manuel de Paiva João Ramalho Bartira Tibiriçá Martim Afonso de Sousa | Monumento aos Fundadores de São Paulo                            | monumento_aos_fundadores_de_sao_paulo                 |
|        | José Bonifácio de Andrada e Silva                 | 1988                  | bronze granito       | José Bonifácio de Andrada e Silva                                                                              | José Bonifácio de Andrade e Silva by Luiz Morrone (bronze, 1965) | jose_bonifacio                                        |
|        | O Descobridor                                     | 1947                  |                      | | O Descobridor (statue)                                           |                                                       |
|        | Monumento ao Estudante Brasileiro                 | 2 de dezembro de 1967 |                      | |                                                                  |                                                       |
|        | Estillac Leal                                     |                       | betão bronze         | | Bust of Estillac Leal                                            | general_estilac_leal                                  |
|        | Firmiano Pinto                                    |                       |                      | | Firmiano Pinto (busto)                                           | firminiano_pinto                                      |
|        | Marquês de Tamandaré                              |                       | bronze granito       | | Marquês de Tamandaré (Luis Morrone)                              | almirante_joaquim_marques_lisboa_marques_de_tamandare |
|        | Adoniran Barbosa                                  |                       | bronze granito       | busto chapéu                                                                                                   | Statue of Adoniran Barbosa                                       | adoniran_barbosa                                      |
|        | Ernesto de Sousa Campos                           |                       |                      | Ernesto de Souza Campos                                                                                        | Statue of Ernesto de Sousa Campos, USP                           | homenagem_a_ernesto_de_souza_campos                   |
|        | Ibrahim Nobre                                     |                       | bronze granito       | | Statue of Ibrahim Nobre                                          | ibrahim_nobre                                         |
|        | Júlio Mesquita                                    |                       | bronze granito       | | Júlio Mesquita (statue)                                          | julio_de_mesquita                                     |
|        | Marechal Do Ar Alberto Santos Dumont              |                       | bronze               | |                                                                  |                                                       |
|        | Professor Mário Olavo Guzzo                       |                       | bronze               | | Mário Olavo Guzzo                                                | mario_olavo_guzzo                                     |
|        | Doutora Carlota Pereira Queiroz                   |                       | mármore bronze betão | | Doutora Carlota Pereira Queiroz                                  | carlota_pereira_de_queiroz                            |
|        | Aureliano Leite                                   |                       | granito bronze       | |                                                                  | aureliano_leite                                       |
|        | Carolina Ribeiro                                  |                       | bronze granito       | | Carolina Ribeiro by Luís Morrone (bronze, 1982)                  | carolina_ribeiro                                      |
|        | Carlos Paeta                                      |                       | granito bronze       | | Carlos Paeta                                                     |                                                       |
|        | Dom Luiz Orione                                   |                       | granito bronze       | | Dom Luiz Orione (bust)                                           | dom_luiz_orione                                       |
|        | Paulo Machado De Carvalho monumento               |                       | granito bronze       | | Paulo Machado de Carvalho by Luís Morrone (bronze, 1992)         |                                                       |
|        | Professor José Eduardo de Macedo Soares           |                       | bronze granito       | | José Eduardo de Macedo Soares by Luís Morrone (bronze, 1953)     | macedo_soares                                         |
|        | Infante Dom Henrique                              |                       | granito bronze       | | Infante Dom Henrique by Luís Morrone (bronze, 1985)              | infante_dom_henrique                                  |
|        | Santo Antônio                                     |                       |                      | Santo António de Lisboa                                                                                        | Santo Antônio by Luís Morrone (bronze, 1956)                     |                                                       |
|        | Pérola Byington                                   |                       | bronze granito       | | Pérola Ellis Byington                                            | perola_byington                                       |
|        | Guilherme de Almeida                              |                       | bronze granito       | |                                                                  | guilherme_de_almeida                                  |
|        | Oscar Thompson                                    |                       | bronze granito       | |                                                                  | oscar_thompson                                        |
|        | Carlos A Gomes Cardim                             |                       | bronze granito       | |                                                                  | carlos_a_gomes_cardim                                 |
|        | Bernardino de Campos                              |                       | bronze granito       | | Bernardino de Campos                                             | bernardino_de_campos                                  |
|        | Rui Barbosa (Praça Dom Orione)                    |                       |                      | |                                                                  | 303                                                   |
|        | O Catequista                                      |                       |                      | | O Catequista (statue)                                            |                                                       |